# Großsteingräber bei Glimmen
Die Großsteingräber bei Glimmen (auch Großsteingräber bei Glimmer Es genannt) waren zwei megalithische Grabanlagen der jungsteinzeitlichen Westgruppe der Trichterbecherkultur bei Glimmen, einem Ortsteil von Groningen in der niederländischen Provinz Groningen. Sie wurden zu einem unbekannten Zeitpunkt weitgehend zerstört. Ihre Überreste wurden 1966 entdeckt und zwischen 1969 und 1971 archäologisch untersucht. Die Gräber tragen die Van-Giffen-Nummern G2 und G3.

## Lage
Die beiden Gräber befanden sich südöstlich von Glimmen auf einem Feld beiderseits des Oude Schoolwegs. Grab G3 liegt etwa 100 m westsüdwestlich von G2. In der näheren Umgebung liegen mehrere weitere Großsteingräber: 2 km nördlich befand sich das zerstörte Großsteingrab Onnen (G4), 2,3 km südöstlich befindet sich das erhaltene Großsteingrab Noordlaren (G1) und 3,5 km südöstlich die beiden Großsteingräber bei Midlaren (D3 und D4).

## Forschungsgeschichte
Wann genau die beiden Gräber zerstört wurden, ist unklar. Aus der Zeit vor der Mitte des 20. Jahrhunderts gibt es keine Aufzeichnungen, in denen sie erwähnt werden. Keramikfunde legen eine Zerstörung bereits im Mittelalter nahe. Eventuell wurden ihre Steine zum Bau der Sint-Walburgkerk in Groningen verwendet. Die Überreste der beiden Anlagen wurden erst 1966 von Jan Evert Musch entdeckt, der bei einer Feldbegehung auf zwei auffällige Konzentrationen von Granit-Grus stieß. Anschließend führte Jan N. Lanting archäologische Grabungen durch, zunächst im Herbst 1969 und Frühling 1970 bei Grab G2 und 1971 bei Grab G3. Die Aufarbeitung der Funde erfolgte durch Anna Brindley.

## Beschreibung

### Grab G2
Bei der Anlage handelte es sich um ein ostnordost-westsüdwestlich orientiertes Ganggrab. Die Grabkammer hatte eine Länge von etwa 11,5 m und eine Breite von etwa 2 m. Sie besaß sieben Wandsteinpaare an den Langseiten und je einen Abschlussstein an den Schmalseiten. Lanting konnte zudem Spuren eines Gangs und einer steinernen Umfassung ausmachen.

### Grab G3
Bei G3 handelte es sich um ein südöst-nordwestlich orientiertes Ganggrab. Die Grabkammer hatte eine Länge von etwa 3,2 m. Sie besaß zwei Wandsteinpaare an den Langseiten und je einen Abschlussstein an den Schmalseiten. Die Position des Zugangs konnte nicht mehr festgestellt werden. Der Standort des Grabes zeichnet sich noch durch einige flache Gruben ab.

## Funde

### Bestattungen
Aus Grab G2 stammen Reste von Leichenbrand. Die geborgene Menge betrug 1164,8 g. Die Knochen gehörten zu drei Individuen: Das erste war ein Mann, der im Erwachsenenalter verstorben war. Das zweite war eine Person unbestimmten Geschlechts, die im Alter zwischen 20 und 29 Jahren verstorben war. Das dritte Individuum war eine Person, deren Geschlecht und Sterbealter sich nicht mehr bestimmen ließen.

### Beigaben
Beide Gräber enthielten zahlreiche Funde. Aus G2 stammen eine große Anzahl Keramikscherben, die sich zu 360 Gefäßen der Trichterbecherkultur rekonstruieren ließen. Weiterhin wurden 50 Bernstein-Perlen, drei Feuerstein-Beile, etwa 100 querschneidige Pfeilspitzen, zwei Klingen und weitere Feuersteinartefakte gefunden. Weitere Funde belegen eine Nachnutzung des Grabes im Endneolithikum. Hierzu zählen Scherben einer großen Amphore der Einzelgrabkultur sowie Scherben von drei Glockenbechern und Feuersteingeräte der Glockenbecherkultur.
Aus Grab G3 stammen die Scherben von 33 Gefäßen der Trichterbecherkultur, darunter eine Dolmenflasche. Außerdem wurden Scherben eines mittelalterlichen Kugeltopfes gefunden, was eine Zerstörung der Anlage bereits im 10. oder 11. Jahrhundert nahelegt.
Die Trichterbecher-Keramik datiert in die Stufen 2–5 und 7 des von Anna Brindley aufgestellten typologischen Systems der Trichterbecher-Westgruppe. Dies entspricht dem Zeitraum 3470–3075 und 2860–2760 v. Chr.
Im Grab wurden auch geringe Reste von verbrannten Tierknochen gefunden. Die geborgene Menge betrug 70 g. Die Knochen stammten vom Rothirsch sowie von Schaf/Ziege oder vom Reh. Unter den Knochen befand sich ein Stück, das eventuell als Meißel verwendet worden war.